# Moritz Heyer
Mortiz Heyer (München, 4 april 1995) is een Duitse voetballer die doorgaans als rechtervleugelverdediger speelt. Hij maakte in 2016 zijn debuut in het betaald voetbal voor Sportfreunde Lotte in de 3. Liga. Sinds januari 2025 is hij actief als speler van Fortuna Düsseldorf.

## Clubloopbaan

### Jeugd
Heyer begon zijn jeugdcarrière bij 1 FCR Bramsche en stapte vervolgens over naar het nabijgelegen TSV Wallenhorst, dat uitkwam in de op een na hoogste jeugddivisie. Op dertienjarige leeftijd maakte hij de overstap naar VfL Osnabrück, waar hij alle jeugdelftallen doorliep. Ondanks zijn ontwikkeling zag de club hem vooral als speler voor het tweede elftal, waarop Heyer besloot te vertrekken naar Sportfreunde Lotte.

### Sportfreunde Lotte
In het seizoen 2014/15 kwam Heyer nauwelijks in actie voor het eerste elftal van Sportfreunde Lotte. Na het vertrek van trainerMichael Boris en de aanstelling van Ismail Atalan veranderde zijn perspectief op speeltijd. Op 24 april 2015, tijdens de 30e speelronde, maakte hij zijn debuut in de met 1–2 gewonnen uitwedstrijd tegen SV Rödinghausen. Een maand later, op 23 mei 2015, scoorde hij zijn eerste doelpunt in de Regionalliga West, in de met 1–6 gewonnen uitwedstrijd tegen FC Hennef 05. Hij tekende in de 48e minuut voor de 0–2.
In het seizoen 2015/16 stond Heyer op 25 augustus 2015 voor het eerst in de basis tijdens de met 1–0 gewonnen thuiswedstrijd tegen SC Wiedenbrück. Na de winterstop veroverde hij als centrale middenvelder een vaste plaats in het elftal. Met Sportfreunde Lotte eindigde hij op de eerste plaats in de Regionalliga West. Voor promotie naar de 3. Liga moest de ploeg play-offwedstrijden spelen tegen Waldhof Mannheim. In de heenwedstrijd, die eindigde in een 0–0 gelijkspel, bleef Heyer op de bank. In de return speelde hij 39 minuten mee; Lotte won de wedstrijd met 0–2, wat promotie betekende naar het derde niveau van Duitsland.
In het seizoen 2016/17 was Heyer met Sportfreunde Lotte succesvol in de DFB-Pokal. Na overwinningen op Werder Bremen, Bayer 04 Leverkusen en TSV 1860 München bereikte de ploeg de kwartfinale. Hierin was Borussia Dortmund met 0–3 te sterk. In het regionale bekertoernooi, de Landespokal Westfalen, bereikte Lotte de finale. Deze werd met 3–1 verloren van SC Paderborn 07.  Na zijn vierde seizoen bij de club maakte Heyer de overstap naar  Hallescher FC. Zijn laatste wedstrijd voor Lotte speelde hij op 12 mei 2018 tegen 1. FC Magdeburg.

### Hallescher FC
Eind mei 2018 tekende Heyer een eenjarig contract bij Hallescher FC. Hij koos bewust voor deze contractduur, omdat hij voor het eerst zelfstandig ging wonen. Op 28 juli 2018 maakte hij zijn debuut in de 3. Liga in de met 2–0 verloren uitwedstrijd tegen FSV Zwickau.  Wegens een schorsing van Sebastian Mai besloot trainer Torsten Ziegner Heyer als centrale verdediger op te stellen. De rest van het seizoen speelde hij op deze positie, waarbij hij twee wedstrijden miste vanwege een schorsing. Heyer eindigde met Hallescher FC op de vierde plaats in de competitie. Daarnaast won hij met de club het regionale bekertoernooi, deLandespokal Sachsen-Anholt, door in de finale met 0–2 te winnen van Germania Halberstadt.  Aan het einde van het seizoen gaf Heyer aan zijn aflopende contract niet te willen verlengen. Hij maakte vervolgens de overstap naar VfL Osnabrück.

### VfL Osnabrück
In mei 2019 tekende Heyer een tweejarig contract bij VfL Osnabrück, dat na acht jaar terugkeerde in de 2. Bundesliga. Op 27 juli 2019 maakte hij zijn debuut in de eerste speelronde, tijdens de met 1–3 verloren thuiswedstrijd tegen 1. FC Heidenheim. Vanaf het begin van het seizoen groeide Heyer uit tot een vaste waarde in het elftal van trainer Daniel Thioune. Hij miste slechts één wedstrijd: de laatste speelronde, waarin hij de volledige uitwedstrijd tegen Dynamo Dresden op de bank zat. In de eerste elf competitiewedstrijden kreeg VfL Osnabrück, mede dankzij het sterke verdedigende optreden van Heyer, slechts negen doelpunten tegen. Een record in de 2. Bundesliga. Op 1 november 2019 scoorde Heyer zijn eerste én tweede doelpunt voor Osnabrück, in de uitwedstrijd tegen SSV Jahn Regensburg. Als aanvallende middenvelder bracht hij de stand terug naar 3–2 in de 63e minuut en bepaalde hij in de 72e minuut de eindstand op 3–3. Beide doelpunten kwamen na een assist van Felix Agu. Het seizoen 2019/20 werd afgesloten op de dertiende plaats. Eén dag voor het sluiten van de zomerse transferperiode voor het seizoen 2020/21 maakte Heyer de overstap naar Hamburger SV, waar hij opnieuw ging samenwerken met trainer Thioune. Hoewel hij nog een doorlopend contract had, werkte VfL Osnabrück mee aan de transfer. Heyer werd daarmee de grootste uitgaande transfer uit de clubgeschiedenis. Zijn laatste officiële wedstrijd voor Osnabrück speelde hij op 12 september 2020, in de eerste ronde van de DFB-Pokal, een met 0–1 gewonnen uitwedstrijd tegen SV Todesfelde.

### Hamburger SV
In september 2020 tekende Heyer een driejarig contract bij Hamburger SV. De Noord-Duitse club betaalde een transfersom van circa €600.000, met mogelijke verhogingen afhankelijk van prestaties. Trainer Daniel Thioune pleitte nadrukkelijk voor zijn komst vanwege Heyers veelzijdigheid. Ondanks dat Heyer pas één dag in dienst was, stelde Thioune hem als centrale verdediger op in de openingswedstrijd van het seizoen tegen Fortuna Düsseldorf. Op 9 november 2020 maakte hij zijn eerste doelpunt voor Die Rothosen' als rechtermiddenvelder tijdens de uitwedstrijd tegen Holstein Kiel. In de 43e minuut schoot hij na een assist van Jeremy Dudziak zijn ploeg op voorsprong (0–1), waarna de wedstrijd eindigde in een 1–1 gelijkspel. Drie wedstrijden voor het einde van het seizoen werd Thioune vanwege teleurstellende resultaten ontslagen; zijn taken werden overgenomen door Horst Hrubesch. Ondanks twee overwinningen onder Hrubesch wist het team het tij niet te keren en eindigde het seizoen 2020/21 op de vierde plaats in de 2. Bundesliga.
In het seizoen 2021/22 werd Tim Walter de nieuwe trainer van Hamburger SV, waarna Heyer zijn basisplaats tijdelijk verloor. Vanaf de zesde speelronde wist hij zich terug te spelen in het elftal als rechtervleugelverdediger. Tijdens de thuiswedstrijd tegen SV Sandhausen stond hij voor het eerst weer in de basis en werd hij matchwinner door in de 96e minuut het winnende doelpunt binnen te koppen, na een voorzet van Ludovit Reis. In april 2022 verlengde Heyer zijn contract bij de club tot medio 2026. Heyer speelde vrijwel alle wedstrijden van het seizoen en eindigde met Hamburger SV op de derde plaats in de 2. Bundesliga, wat recht gaf op play-offwedstrijden tegen  Hertha BSC. In de heenwedstrijd in Berlijn werd met 0–1 gewonnen dankzij een doelpunt van Reis. De return in het Volksparkstadion werd met 0–2 verloren, waardoor promotie naar de Bundesliga uitbleef. Heyer speelde in beide duels als rechtervleugelverdediger. Daarnaast kende Heyer een succesvolle DFB-Pokal-campagne met Hamburger SV, waarin de halve finale werd bereikt. In deze wedstrijd, thuis tegen SC Freiburg, keek de ploeg na 35 minuten tegen een 0–3 achterstand aan. Uiteindelijk werd de finale niet bereikt, ondanks een late treffer van Robert Glatzel in de 88e minuut.
In zijn derde seizoen (2022/23) begon Heyer als basisspeler aan de competitie. Op 18 oktober 2022 raakte hij tijdens de bekerwedstrijd tegen RB Leipzig geblesseerd aan zijn enkelbanden, wat leidde tot een langdurige absentie. Dit was bijzonder, omdat hij gedurende zijn hele carrière tot dan toe alleen vanwege een schorsing buiten de wedstrijdselectie was gebleven. Zijn laatste blessure dateerde van zijn twaalfde levensjaar. Door de langere winterstop vanwege het Wereldkampioenschap voetbal 2022 in Qatar miste hij uiteindelijk slechts vijf competitiewedstrijden. Op 29 januari 2023 maakte Heyer zijn rentree in de met 4–2 gewonnen thuiswedstrijd tegen Eintracht Braunschweig. In deze wedstrijd kopte hij na een assist van Jean-Luc Dompé de 2–0 binnen. Het seizoen werd afgesloten met een derde plaats voor Hamburger SV, wat recht gaf op play-offwedstrijden tegen VFB-Stuttgart. Zowel de heenwedstrijd in de MHPArena als de return in Hamburg gingen verloren, waardoor promotie naar de Bundesliga uitbleef. Wegens gebrek aan alternatieven vervulde Heyer het gehele seizoen de rol van rechtervleugelverdediger als noodoplossing.
Aan het begin van het seizoen 2023/24 huurde Hamburger SV Ignace Van der Brempt van Red Bull Salzburg als nieuwe rechtervleugelverdediger. Tijdens de voorbereiding werd duidelijk dat Heyer zich moest richten op de positie van linkervleugelverdediger, waar hij de concurrentiestrijd aanging met Miro Muheim. Door een blessure van Muheim in de aanloop naar het seizoen begon Heyer als basisspeler. In de eerste speelronde stond hij in de basis tijdens de met 5–3 gewonnen thuiswedstrijd tegen  Schalke 04.  Vanaf de derde speelronde verloor Heyer zijn basisplaats aan de herstelde Muheim. In de wedstrijden daarna werd hij voornamelijk als invaller ingezet. Na het ontslag van trainer Tim Walter halverwege het seizoen, werd Steffen Baumgart aangesteld als zijn opvolger. Onder Baumgart veranderde er weinig aan Heyers rol; hij bleef voornamelijk wisselspeler. Het seizoen werd afgesloten met een vierde plaats, waardoor Hamburger SV voor het zesde jaar op rij promotie misliep.
In zijn vijfde seizoen (2024/25) bleef Heyer voornamelijk op de bank en werd hij slechts sporadisch als invaller ingezet voor enkele minuten per wedstrijd. Na dertien speelrondes werd hoofdtrainer Steffen Baumgart vanwege tegenvallende resultaten ontslagen. Zijn taken werden overgenomen door assistent-trainer Merlin Polzin, die vervolgens besloot om zowel Heyer als Levin Öztunalı terug te zetten naar het tweede elftal. Heyer kwam in deze periode niet meer in actie op het tweede niveau; hij trainde uitsluitend mee en speelde geen officiële wedstrijden. Tijdens de winterstop maakte hij de overstap naar het in dezelfde divisie spelende Fortuna Düsseldorf.

### Fortuna Düsseldorf
Heyer tekende in de winterstop van het seizoen 2024/25 een contract bij Fortuna Düsseldorf, waarbij de duur van de verbintenis niet werd bekendgemaakt. Bij de club werd hij herenigd met trainer Daniel Thioune, met wie hij in 2020 al samen de overstap maakte van VfL Osnabrück naar Hamburger SV. Heyer werd gehaald om de defensie van de club te versterken. Op 1 februari 2025 maakte hij zijn basisdebuut in de met 3–2 gewonnen thuiswedstrijd tegen SSV Ulm 1846. In de resterende wedstrijden van het seizoen behield hij zijn plek in het elftal. Gedurende deze periode verschoof zijn positie van linkervleugelverdediger naar verdedigende middenvelder.   

## Clubstatistieken
| Seizoen                     | Club               | Competitie        | Competitie | Competitie | Beker | Beker | Internationaal | Internationaal | Overig | Overig | Totaal | Totaal |
| Seizoen                     | Club               | Competitie        | Wed.       | Dlp.       | Wed.  | Dlp.  | Wed.           | Dlp.           | Wed.   | Dlp.   | Wed.   | Dlp.   |
| --------------------------- | ------------------ | ----------------- | ---------- | ---------- | ----- | ----- | -------------- | -------------- | ------ | ------ | ------ | ------ |
| 2014/15                     | Sportfreunde Lotte | Regionalliga West | 4          | 1          | –     | –     | –              | –              | 1      | 0      | 5      | 1      |
| 2015/16                     | Sportfreunde Lotte | Regionalliga West | 26         | 3          | 1     | 0     | –              | –              | 5      | 0      | 32     | 3      |
| 2016/17                     | Sportfreunde Lotte | 3. Liga           | 33         | 2          | 4     | 0     | –              | –              | 5      | 1      | 42     | 3      |
| 2017/18                     | Sportfreunde Lotte | 3. Liga           | 34         | 3          | –     | –     | –              | –              | 5      | 2      | 39     | 5      |
| 2018/19                     | Hallescher FC      | 3. Liga           | 36         | 3          | –     | –     | –              | –              | 3      | 1      | 39     | 4      |
| 2019/20                     | VfL Osnabrück      | 2. Bundesliga     | 33         | 6          | 1     | 0     | –              | –              | –      | –      | 34     | 6      |
| 2020/21                     | VfL Osnabrück      | 2. Bundesliga     | –          | –          | 1     | 0     | –              | –              | –      | –      | 1      | 0      |
| 2020/21                     | Hamburger SV       | 2. Bundesliga     | 32         | 2          | –     | –     | –              | –              | –      | –      | 32     | 2      |
| 2021/22                     | Hamburger SV       | 2. Bundesliga     | 32         | 6          | 5     | 0     | –              | –              | 2      | 0      | 39     | 6      |
| 2022/23                     | Hamburger SV       | 2. Bundesliga     | 27         | 3          | 2     | 0     | –              | –              | 2      | 0      | 31     | 3      |
| 2023/24                     | Hamburger SV       | 2. Bundesliga     | 17         | 1          | 2     | 0     | –              | –              | –      | –      | 19     | 1      |
| 2024/25                     | Hamburger SV       | 2. Bundesliga     | 4          | 1          | 1     | 0     | –              | –              | –      | –      | 5      | 1      |
| 2024/25                     | Fortuna Düsseldorf | 2. Bundesliga     | 15         | 0          | –     | –     | –              | –              | –      | –      | 15     | 0      |
| Carrière totaal             | Carrière totaal    | Carrière totaal   | 293        | 31         | 17    | 0     | –              | –              | 23 *   | 4      | 333    | 31     |
| Bijgewerkt tot 17 juli 2025 |                    |                   |            |            |       |       |                |                |        |        |        |        |

* Heyer kwam tijdens zijn loopbaan ook in actie in regionale bekercompetities en promotie/degradatieduels. Voor Sportfreunde Lotte speelde hij veertien wedstrijden in de Westfalenpokal en twee promotie-/degradatiewedstrijden. Bij Hallescher FC kwam hij driemaal in actie in de Sachsen-Anhalt-Pokal. In dienst van Hamburger SV speelde hij vier wedstrijden in de promotie-/degradatieplay-offs.

## Erelijst
| Competitie                         |                    |                    |                    |                    |                    |
| Competitie                         | Aantal             | Jaren              |                    |                    |                    |
| Sportfreunde Lotte                 | Sportfreunde Lotte | Sportfreunde Lotte | Sportfreunde Lotte | Sportfreunde Lotte | Sportfreunde Lotte |
| ---------------------------------- | ------------------ | ------------------ | ------------------ | ------------------ | ------------------ |
| Kampioen Regionalliga West         | 1x                 | 2015/16            |                    |                    |                    |
| Hallescher FC                      |                    |                    |                    |                    |                    |
| Winnaar Landespokal Sachsen-Anholt | 1x                 | 2018/19            |                    |                    |                    |

## Persoonlijk
Al op jonge leeftijd bezocht Heyer regelmatig de voetbalwedstrijden van zijn vader, wat zijn interesse in de sport aanwakkerde. Hij begon met voetballen bij TSV Wallenhorst, waar zijn vader tevens zijn jeugdtrainer was. Onder diens begeleiding trainde Heyer doelbewust op het ontwikkelen van beide benen, zodat hij zowel links- als rechtsbenig kon uitkomen.